# Speocera leclerci
Speocera leclerci is een spinnensoort uit de familie Ochyroceratidae. De soort komt voor in Thailand.